# 창평초등학교
창평초등학교는 대한민국 전라남도 담양군 창평면 창평리에 있는 공립 초등학교이다.

## 학교 연혁
- 1906년 4월 1일: 사립 창흥학교 개교
- 1911년 6월 15일 창평공립보통학교 개칭
- 1938년 4월 1일 창평공립심상소학교로 개칭
- 1941년 4월 1일 창평공립국민학교로 개칭
- 1998년 3월 1일 유곡분교장 편입
- 2002년 9월 1일 유곡분교장 통합

## 참고 자료
- 창평초등학교 - 한국교육학술정보원 학교알리미